# Arturo Cubillas
José Arturo Cubillas Fontán (San Sebastián, Guipúzcoa, el 6 de diciembre de 1964) es un español de nacionalidad de origen y venezolano por carta de naturaleza acusado en España de pertenecer a la organización terrorista vasca Euskadi Ta Askatasuna (ETA) de los delitos de conspiración para cometer actos armados y delito de tenencia de explosivos en colaboración con banda armada por el Juzgado Central de Instrucción N.º 6 de la Audiencia Nacional. Ha sido funcionario público en Venezuela.

## Cubillas en Venezuela
Cubillas fue deportado a Venezuela desde Argelia en 1989 con otros grupos de vascos, a otros países de Latinoamérica y África, por las autoridades españolas, y bajo vigilancia policial argelino-española, después del fracaso de las conversaciones de Argel entre la organización armada vasca ETA y el Gobierno de España. Por un acuerdo entre el ejecutivo de Felipe González y el del venezolano Carlos Andrés Pérez, fueron acogidos con el estatus de refugiado político. Años después adquiere la ciudadanía venezolana al cumplir todos los requisitos exigidos por las leyes venezolanas, entre ellos el de no tener antecedentes penales ni causas pendientes en España ni en Venezuela.
En marzo de 2010, años después de la adquisición de la ciudadanía venezolana, la Audiencia Nacional de España señaló que obraban «diligencias en este procedimiento que ponen de manifiesto la cooperación gubernamental venezolana en la ilícita colaboración entre las Fuerzas Armadas Revolucionarias de Colombia (FARC) y ETA y en especial de Arturo Cubillas Fontán». Dos miembros de ETA «corroboraron» la acusación ante la policía y el juez, Xabier Atristain y Juan Carlos Besance, como la persona que les facilitó el entrenamiento en Venezuela. Todos los cargos fueron negados por Cubillas quien solicitó a la fiscalía de Venezuela una investigación.
En España se le considera sospechoso de haber organizado encuentros que servían de intercambio de experiencias y adiestramiento militar entre las FARC y ETA, aunque esa suposición nunca pudo ser probada. Según la Audiencia Nacional, fruto de estas reuniones, miembros de las FARC impartieron adiestramiento militar a cuatro militantes de ETA, entre el 14 de julio y el 12 de agosto de 2003, en territorio colombiano y fronterizo con el estado Zulia, y se emplazaron para recibir más en el futuro. Esta supuesta colaboración continuó con la petición de ayuda de las FARC a ETA durante el año 2000 para poder atentar en territorio español contra determinadas personas, entre las que se encontraba el expresidente colombiano Andrés Pastrana y la exembajadora colombiana en España Noemí Sanín.[cita requerida]
El Gobierno de España solicitó la extradición de Cubillas el 29 de octubre de 2010, por acuerdo del Consejo de Ministros, de conformidad con lo que establece la Ley de Enjuiciamiento Criminal y a propuesta del ministro de Justicia, Francisco Caamaño.
El 3 de noviembre de 2010, Cubillas compareció ante la Fiscalía General venezolana para declarar como testigo en la causa que él pidió que se abriera el 11 de octubre del mismo año sobre las investigaciones de la Audiencia Nacional de España que lo relacionaban con diversos delitos. Varios manifestantes se encontraban a las puertas de la fiscalía en apoyo de Cubillas con lemas como «No a la extradición, no a la tortura», y «A Venezuela se le respeta».

### Polémica entre España y Venezuela
El 14 de octubre de 2010, antes de solicitarse la extradición oficialmente, la fiscal general venezolana, Luisa Ortega Díaz, señaló que «una persona venezolana no puede ser extraditada». debido a que el artículo 69 de la constitución de Venezuela de 1999 lo prohíbe expresamente.

Artículo 69. La República Bolivariana de Venezuela reconoce y garantiza el derecho de asilo y refugio. Se prohíbe la extradición de venezolanos y venezolanas. Constitución de Venezuela de 1999

 Después de solicitarse la extradición, la fiscal Ortega Díaz pidió la extradición de Mario Leonardo Rocco, detenido en Canarias y acusado en Venezuela de estar involucrado en una muerte cuando se produjo el intento de golpe de Estado de 2002, señalando: «Vamos a ver si con la misma eficacia que hablan, ellos [las autoridades españolas] responden».
El 5 de noviembre de 2010, la cancillería venezolana emitió un comunicado en el que decía:

El Gobierno bolivariano considera una demostración de cobardía política, que la clase política española pretenda justificar su fracaso en la lucha contra este flagelo (ETA), intentando endosárselo al Gobierno y al pueblo de Venezuela. [rechazamos] tajantemente las declaraciones que de manera insistente y repetida han producido el vicepresidente del Gobierno de España Alfredo Pérez Rubalcaba, la ministra de Asuntos Exteriores y Cooperación Trinidad Jiménez y el ministro de Justicia Francisco Caamaño, en el sentido de asociar al pueblo y al Gobierno de Venezuela con la banda terrorista ETA [y exigimos] el cese inmediato de estas declaraciones ambiguas y tendenciosas.

En esos momentos estaba reunido el Consejo de Ministros de España, que ha manifestado su «profundo malestar» por la nota de la cancillería venezolana, al tiempo que esperaba incrementar la colaboración de Venezuela en la lucha contra ETA, llamando a capítulo al embajador de Venezuela en España por la ministra de Asuntos Exteriores española.